# Safaviyya
La safaviyya (en persa: صفویه‎, romanizado: Safawiyyah) fue una tariqa (orden sufí) fundada por el místico kurdo Safi-ad-din Ardabili (1252-1334). La orden ocupó un lugar prominente en la sociedad y la política del noroeste de Irán en los siglos XIV y XV, pero hoy en día es más conocida por haber dado origen a la dinastía safávida. 
Aunque inicialmente se fundó bajo la escuela Shafi'i del islam sunita, las adopciones posteriores de conceptos chiitas como la noción de Imamato por parte de los hijos y nietos de Safi-ad-din Ardabili dieron como resultado que la orden finalmente se asociara con el chiismo duodecimano. La orden se popularizó entre las tribus túrquicas en la frontera persa-otomana, y emergió con un carácter fuertemente chiita y mesiánico para convertirse en la base del Imperio safávida que gobernó Irán entre los siglos XVI y XVIII.

## Fundador y fundación
Safī al-Din creció en Ardabil (actual Irán), pero lo dejó por falta de maestros adecuados, viajando a Shiraz y luego a Guilán. En Guilán, se convirtió en el discípulo de Zahed Gilani, líder de la orden sufí Zahidī. Finalmente se convirtió en el principal discípulo de Zahed y se casó con su hija. Tras la muerte de Zahed Gilani, la tariqa Zahidiyyah quedó bajo el liderazgo de Safī ad-Din y pasó a llamarse Safawiyyah.
La importancia de Safī al-Din está atestiguada en dos cartas por Rashid-al-Din Hamadani. En una de ellas, Rashid al-Din promete una oferta anual de productos alimenticios. En la otra, Rashid al-Din le escribe a su hijo, el gobernador de Ardabil, y le aconseja que demuestre la debida consideración al jeque.

## Crecimiento de la orden
Después de la muerte de Safī al-Din, el liderazgo de la orden pasó a su hijo, Sadr al-Dīn Mūsā, y posteriormente pasó de padre a hijo. A mediados del siglo XV, la tariqa Safawiyyah, bajo los jeques Junāyd y Haidar, cambió su carácter y se tornó militante lanzando una yihad contra los cristianos de Georgia. El último jeque Safawiyyah fue considerado ghulat, lo que significa que poseía creencias mesiánicas sobre su liderazgo y prácticas antinómicas chiitas que estaban fuera de la norma ortodoxa del chiismo duodecimano.
El hijo de Haydar, Ismaíl, alteró aún más la naturaleza de la orden cuando fundó el imperio safávida en 1501 y proclamó al chiismo duodecimano como la religión de estado, a tal punto que importó ulemas, provenientes en gran parte del Líbano y Siria, para hacer que las prácticas safávidas fueran más ortodoxas.

## Jeques de latariqaSafaviyya
(en cursiva el periodo al mando de la tariqa)
- Safi al-Din Abu'l-Fatah Ishaq (1252-1334) (1301-1334);
- Sadr al-Dīn Mūsā (1305-1391) (1334-1391), hijo del anterior;
- Khoja Alā al-Dīn Ali (1369-1429) (1391-1429), hijo del anterior;
- Ibrahim Shāh (1401-1447) (1429-1447), primogénito del anterior;
- Junāyd (1429-1460) (1447-1460), hijo del anterior, apartado del mando por su tío Jafar, muerto en combate;
- Jafar (¿?-¿?) (1447-1460), segundo hijo del jeque Ali y jeque de facto de la orden (en disputa con su sobrino Junāyd);
- Ḥaydar Sultan Mirza (1459-1488) (1460-1488), hijo del jeque Junāyd, decapitado;
- Ali Mirza (1478-1494) (1488-1494), primogénito del anterior, asesinado;
- Abu'l-Moẓaffar Ismā'īl (1487-1524) (1494-1524), segundo hijo del jeque Ḥaydar, proclamado primer Shahanshah (Shah) del imperio safávida en 1501 con el nombre de Ismail I.